# Голдсмит, Фрэнк
Фрэнк Джон Уильям Голдсмит (англ. Frank John William Goldsmith, 19 декабря 1902, Струд, Кент, Англия, Великобритания — 27 января 1982, Орландо, США) — один из спасшихся пассажиров «Титаника», на котором он в девятилетнем возрасте попал в кораблекрушение вместе с отцом и матерью. 
Отец погиб, Фрэнк и его мать спаслись. Позже он написал книгу о его приключениях на борту судна «Эхо в Ночи: Воспоминания спасённого с Титаника» (англ. Echoes in the Night: Memories of a Titanic Survivor), о которой рассказал в документальном фильме «Титаник: Легенда продолжает жить» (англ. Titanic: The Legend Lives On). Он же написал историю Титаника в виде детской книги «Внутри Титаника» (англ. Inside the Titanic).

## Ранние годы
Фрэнк был старшим ребёнком Фрэнка Джона Голдсмита (род. 27 января 1879) и Эмили Алисы Браун (1880 — 22 сентября 1955). Отец, производитель инструментов, был родом из Тонбриджа и они с матерью поженились между октябрём и декабрём 1901 года. Спустя ровно год у них родился Фрэнк. В 1905 родился его младший брат Альберт Джон «Берти» Голдсмит, который умер в 1911 от дифтерии.

## «Титаник»
Во время катастрофы Фрэнку было 9 лет, отцу — 33, матери — 31. На «Титаник» Голдсмиты сели в качестве пассажиров 3-го класса, чтобы перебраться в Детройт. Компанию Голдсмитам в путешествии составляли тоже направляющиеся в Детройт друг Фрэнка-старшего 34-летний Томас Леонард Теобелд, который тоже эмигрировал в США и позже собирался переправить туда жену, и сын друга семьи Альфред Джордж Джон Раш, которого Голдсмиты должны были доставить к его брату. Последнему в тот злополучный день, 14 апреля 1912 года, исполнилось 16 лет.
Все 4 дня пути Фрэнк проводил своё время за тем, что играл с другими англоговорящими мальчиками 3-го класса: Уильямом Джонстоном, Гарольдом Гудвином, Вилли Кауттсом, Джеймсом и Уолтером ван Билльярдом и Альбертом и Джорджем Райс. Мальчики забирались на багажные краны или пробирались в машинное отделение и смотрели, как кочегары топят котлы. Из всей компании, помимо Фрэнка, спасся только Вилли Кауттс.
Когда судно столкнулось с айсбергом, Фрэнк-старший разбудил жену и сына и вместе с Теобелдом и Рашем вышел на переднюю часть шлюпочной палубы, где шла погрузка на складную шлюпку С. Вокруг неё было кольцо матросов, которые следили, чтобы в шлюпку садились только женщины и дети. Позже Фрэнк в книге «Эхо в ночи» вспоминал:
Матери и мне тогда разрешили залезть в шлюпку, и матрос потянулся, чтобы схватить за руку Альфреда Раша, чтобы тоже посадить его, потому что, наверное, решил, что юноша только чуть-чуть меня старше, ведь он был не очень высок для своего возраста, но Альфред не поддался. Он выдернул руку из руки моряка и, с высоко поднятой головой, сказал, и я цитирую: «Нет! Я остаюсь здесь с мужчинами.» В 16 лет он умер героем.
Томас Теобелд дал Эмили Голдсмит своё обручальное кольцо с просьбой отдать его его жене, если он не выживет. Фрэнк позднее вспоминал: «Мой папа наклонился, похлопал меня по плечу и сказал: „До скорого, Фрэнки, я ещё увижу тебя“. Возможно, он знал, что этого не случится.». 33-летний Фрэнк Голдсмит-старший, Томас Теобелд и Альфред Раш не выжили. Из всех троих найдено было только тело Теобелда.
Фрэнк и Эмили, как и остальные, были спасены «Карпатией». Там мать отдала Фрэнка на попечение одного из спасшихся кочегаров «Титаника» Сэмюэля Коллинза с просьбой, чтобы тот отвлекал её сына от воспоминаний о катастрофе, потому что сама была занята тем, что шила из простыней и наволочек одежду для тех пассажиров, которые покинули лайнер в ночных рубашках. Коллинз водил мальчика в машинное отделение «Карпатии», где тамошние кочегары предложили посвятить Фрэнка в моряки, дав выпить смесь из воды, уксуса и сырого яйца. Франк с гордостью проглотил это сразу и с тех пор считал себя частью экипажа судна. Как он вспоминал, вплоть до прибытия в Нью-Йорк, Коллинз часто говорил ему: «Не плачь, Фрэнки, твой папа, вероятно, будет в Нью-Йорке до того, как ты приедешь».

## Последующая жизнь
После прибытия в Нью-Йорк Фрэнк и его мать, при содействии Армии спасения, которая обеспечила им плату за проезд на поезде, добрались до их родственников в Детройте. Там они поселились в доме, рядом с которым недавно был возведён бейсбольный Тайгер-стадион, домашнее пристанище команды Детройт Тайгерс. Каждый раз, когда раздавались крики болельщиков, Фрэнку казалось, что он слышит крики умирающих пассажиров и команды в воде, после того, как судно затонуло; в результате Фрэнк никогда не водил своих детей на бейсбольные матчи.
Поскольку тело Фрэнка-старшего не было найдено, его сыну потребовались долгие месяцы, чтобы понять, что его отец действительно мёртв. Но даже тогда он, по его словам, часто говорил самому себе: «Я думаю, что другое судно, должно быть, подобрало его и однажды он приедет, войдя прямо через ту дверь, и скажет: „Привет, Фрэнки“.»
В 1926 году Фрэнк женился на Виктории (28 августа 1905 — сентябрь 1993) и у них родилось три сына: Джеймс Голдсмит, который живёт в Эрбане в Огайо; Чарльз Голдсмит, который живёт в Ист-Миллиноккете в Мэне, и Фрэнк Голдсмит III, который живёт в Алтамонте-Спрингсе во Флориде.
В течение многих лет Фрэнк работал развозчиком молока. Во время Второй мировой войны Фрэнк служил гражданским фотографом для Военно-воздушных сил армии США. После войны он с семьёй переехал в Ашланд и позже открыл фото-магазин в соседнем Мансфилде. Мать Фрэнка Эмили всю оставшуюся жизнь проработала портнихой и во время войны была волонтёром в Американском Красном Кресте. Она заключила повторный брак с Гарри Иллменом и умерла в поезде по дороге в Ашленд в Огайо в 1955 году.
Автобиографическая книга Фрэнка «Эхо в Ночи», предисловие к которой написал Уолтер Лорд, является единственной книгой о «Титанике», которую написал пассажир 3-го класса.
Фрэнк Голдсмит-младший умер в своём доме 27 января 1982 года в возрасте 79 лет. Спустя несколько месяцев, 15 апреля, в годовщину катастрофы, его прах, по его просьбе, был развеян в Атлантическом океане, в месте гибели судна. В 1967 году в этом же месте был развеян прах Джозефа Боксхолла, у которого Фрэнк присутствовал на похоронах, а в 1990 году прах Рут Беккер.